# 凤翔镇 (定西市)
凤翔镇，是中华人民共和国甘肃省定西市安定区下辖的一个镇，东接青岚山乡，南邻团结镇、李家堡镇，西连内官营镇、香泉镇，北靠巉口镇。

## 行政区划
凤翔镇下辖以下地区：
吴家川村、花坪村、福台村、南廿铺村、张家庄村、小西岔村、安家坡村、石家坪村、榆河村、永定村、东河村、中川村、中岔村、李家岔村、永安村、李家嘴村、义安村、景家店村、景家口村、口下庄村、丰禾村、北廿铺村、西廿铺村、上台村、响河村、柏林村和友谊村。